# Ансамбль песни и пляски Тихоокеанского флота

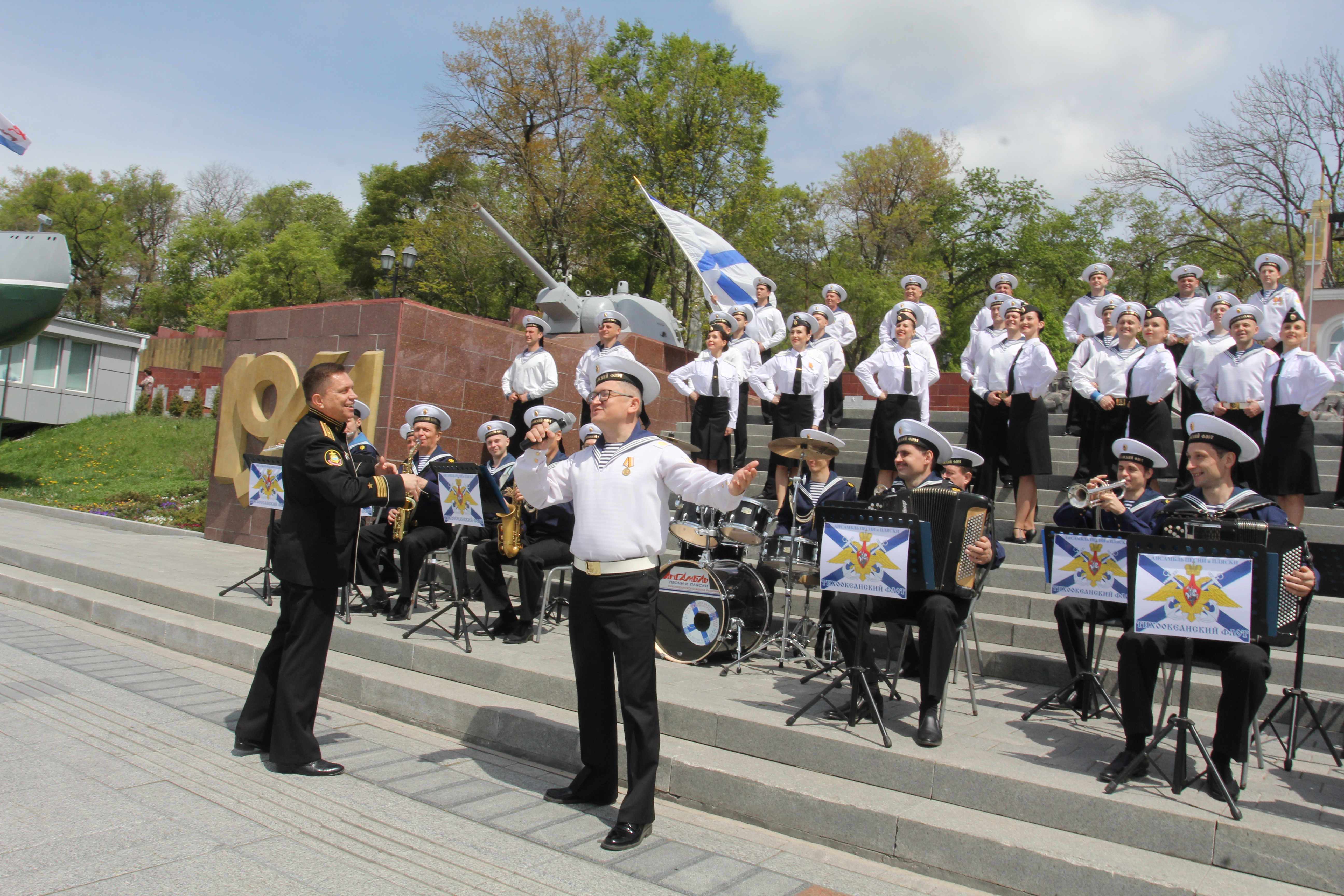

Ансамбль песни и пляски Краснознамённого Тихоокеанского флота — профессиональный художественный коллектив Дальнего Востока во Владивостоке. Основан в 1939 году. Исполняет военную музыку, произведения русских и зарубежных композиторов.

## История

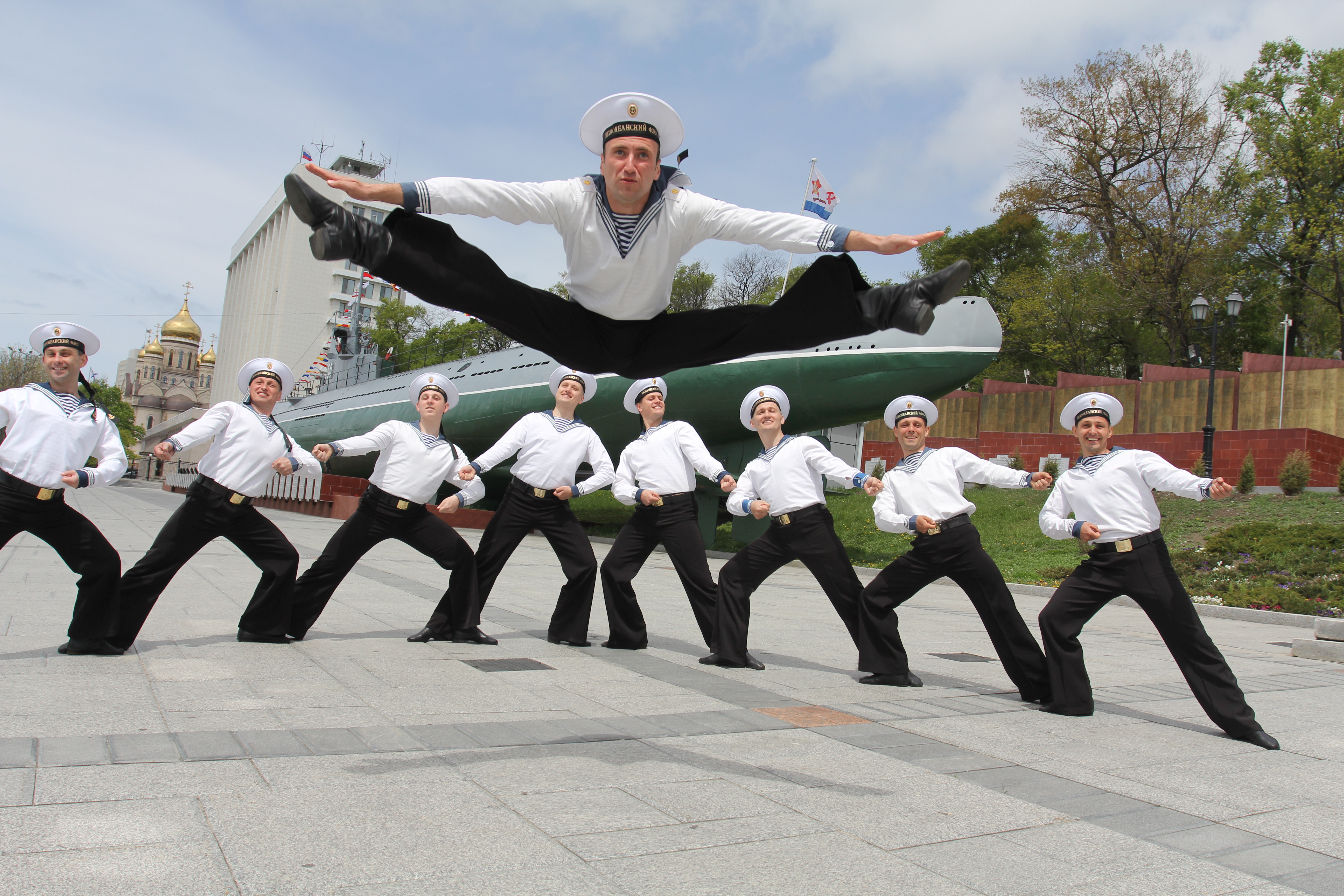
«Эх яблочко!» в исполнении ансамбля

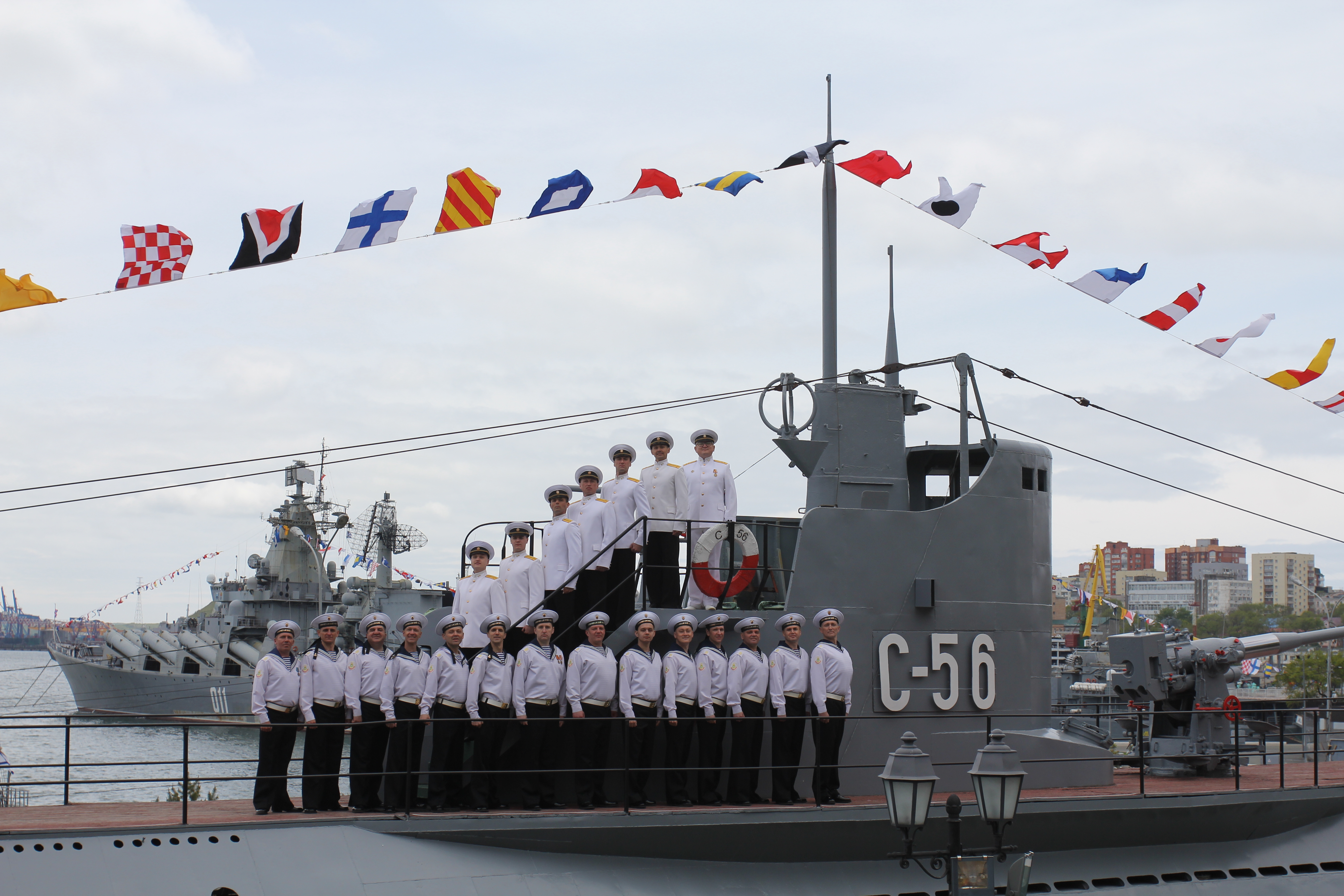
Ансамбль песни и пляски Тихоокеанского флота

Был создан 7 декабря 1939 года как штатная творческая единица при Доме офицеров приказом Командующего Тихоокеанским флотом флагмана первого ранга Юмашева. Организовавшись как небольшая группа участников матросской художественной самодеятельности, в дальнейшем ансамбль стал профессиональным коллективом, продолжив лучшие традиции русского и советского хорового искусства и народного танца с разнообразным репертуаром, который своим искусством проводит военно-патриотическую пропаганду.
В августе 1945 под художественным руководством Заслуженного артиста РСФСР полковника П. Нестерова на конкурсе флотских ансамблей в городе Москве Ансамбль песни и пляски ТОФ стал лауреатом конкурса. Среди участников были солисты ансамбля: Леонид Цветков, Василий Герасименко, Николай Жудрак, Василий Мослов, ставшие впоследствии заслуженными артистами РСФСР, балетмейстер Николай Мишин, солисты Станислав Папков, Андрей Евженко и Антон Стефанович.
Ансамбль принимал участие во многих походах кораблей Тихоокеанского флота по просторам Тихого и Индийского океанов. Начало было положено визитом дружбы в Шанхай в 1956 году. Визит дружбы в Индонезию в ноябре 1959 года, когда коллектив познакомился с тайфуном «Эмма» в Восточно-Китайском море, когда был отпразднован переход экватора и каждый член коллектива получил «Удостоверение моряка» от владыки морей Нептуна, был действительно дальним походом, в котором и моряки кораблей, и артисты ансамбля получили хорошую морскую закалку.
В 1968 году состоялся самый длительный поход группы кораблей с визитами дружбы в страны Индийского океана. Впервые в истории этих стран военные моряки пришли с песнями, дружбой великой страны. Артисты ансамбля принимали на своих концертах студентов Коломбо, встречались в Бомбее с Раджем Капуром, пели «Широка страна моя родная» на площадях Мадраса и рейде экзотических Сейшельских островов. Поход продолжался более четырёх месяцев. Всё это время ансамбль жил на флагманском корабле, репетировал, давал концерты в море и на берегу, в маленьких помещениях и на стадионах, где сцену часто приходилось строить на глазах у зрителей.
С 1971 по 1976 год ансамбль совершает гастроли в Москве и на Урале, развивает творческие связи с шахтёрами на Кузбассе и хлеборобами Алтая, принимает участие в фестивалях искусств в Томской области и в городах Сахалина, соревнуется на конкурсе флотских ансамблей в городе Севастополе, где занимает первое место.
В октябре 1976 года за достигнутые успехи в развитии советского искусства и за большую работу в воспитании комсомольцев ТОФ и молодежи Приморского края Ансамбль песни и пляски ТОФ удостаивается почетного звания «лауреат премии приморского комсомола».
Для ансамбля писали песни известные композиторы и поэты-песенники: И. Дунаевский, К. Листов, А. Жарковский, В. Соловьев-Седой, М. Исаковский, В. Лебедев-Кумач, Н. Флеров, Р. Рождественский и многие другие.
В ансамбле начинали свой творческий путь народный артист УССР Ю. Богатиков и ведущий Москонцерта заслуженный артист РСФСР Б. Брунов, композитор М. Магиденко, известный балетмейстер народный артист И. Моисеев.

## Художественные руководители ансамбля
- 1939—1940 — Трофимов С. П.
- 1940—1941 — Брагинский И. Ж.
- 1941—1950 — Нестеров П. К. (Заслуженный деятель искусств РФ)
- 1950—1960 — Емец П. П. (Заслуженный деятель искусств РФ)
- 1960—1970 — Садовой Ф. М. (Заслуженный деятель искусств РСФСР)
- 1971—1980 — Казановский Е. Ф. (народный артист РФ);[3]
- 1980—1986 — Ю. В. Ураков (Заслуженный работник культуры РФ)
- 1986—2003 — А. С. Калекин (Заслуженный артист РФ)[4]
- 2003—2018 — В. А. Гуртовой
- 2018—н. в. Вениамин Александрович Царегородцев.[5]